# Hans-Bernhard von Grünberg
Hans-Bernhard von Grünberg (* 30. März 1903 in Pritzig; † 15. Juni 1975 in München) war ein deutscher Staatswissenschaftler und Nationalsozialist. Von 1937 bis 1944 war er der letzte Rektor der Albertus-Universität Königsberg. Im Nachkriegsdeutschland saß er im Vorstand der Deutschen Reichspartei und der Nationaldemokratischen Partei Deutschlands.

## Leben
Als Professor für Staatswissenschaft trat Grünberg 1931 in Königsberg zum 1. Februar 1931 der NSDAP bei (Mitgliedsnummer 415.970). Für sie saß er 1933 im Provinziallandtag der Provinz Ostpreußen. Bis zu seiner Ablösung durch Theodor Oberländer (1933) leitete er kommissarisch das Institut für Osteuropäische Wirtschaft. Ab 1934 war er Ordinarius für Wirtschaftliche Staatswissenschaft. Im NS-Dozentenbund war er von 1935 bis 1945 Gaudozentenbundführer im Gau Ostpreußen. 1937 wurde er zum Rektor der Königsberger Universität ernannt. 1938 wurde er zugleich Gauamtsleiter der NSDAP. Durch die dortige Mitgliedschaft trat er zu Beginn 1939 aus dem Johanniterorden aus, begann 1928 als Johanniter-Anwärter und war seit 1934 Ehrenritter, in der Pommerschen Genossenschaft der Kongregation.
In Königsberg leitete von Grünberg seit 1936 die Hochschularbeitsgemeinschaft für Raumforschung. 1942 widmete Hermann Rauschning im US-amerikanischen Exil Grünberg ein Kapitel seines Buches Men of Chaos. Darin deckte er auf, dass Grünberg bereits in den 1930er Jahren ökonomische und verkehrstechnische Großräume im gesamten Westen der damaligen Sowjetunion geplant hatte. Nachdem die Universität Ende August 1944 bei den Luftangriffen auf Königsberg zerbombt worden war, meldete er sich als Kriegsfreiwilliger zum Heer. An der Ostfront geriet er in sowjetische Kriegsgefangenschaft, aus der er 1951 entlassen wurde. Er fand in Wuppertal eine neue Heimat und arbeitete dort als Diplom-Volkswirt.
Er gehörte mit Karl Kaufmann, Friedrich Karl Florian und Wilhelm Meinberg zum inneren Führungszirkel des Naumann-Kreises, der den Nationalsozialismus wieder an die Macht bringen wollte. Die Deutsche Reichspartei sah ihn 1955 als Mitglied ihrer Parteileitung. Ab 1964 gehörte er dem Gründungsvorstand der NPD an. Später saß er im   Bundesvorstand.

## Familie
Am 15. Juni 1934 heirateten in Rohr (Landkreis Rummelsburg i. Pom.) Hans-Bernhard von Grünberg und Hinata von Massow. Der Ehe entstammt Bernhard von Grünberg, SPD-Landtagsabgeordneter in Nordrhein-Westfalen.

## Werke
- Zur Theorie der Landarbeitskrise. Systematische Untersuchung über die Ursachen der Landflucht besonders aus Nordostdeutschland. Bütow, Bezirk Köslin, Hochschulschrift Königsberg, Rechts- u. staatswissenschaftliche Dissertation 1930.
- mit Hermann Bethke: Entschuldung und Neubau der deutschen Wirtschaft. R. Hobbing, Berlin 1932.
- Wirtschaft und Kultur. Elemente einer rassen- und willensgebundenen Wirtschaftslehre. Verlag für Sozialpolitik, Wirtschaft und Statistik, Berlin 1937. Schriften des Institutes für angewandte Wirtschaftswissenschaft.[7]
- Das neue Ostpreußen. Rechenschaft über den Aufbau der Provinz. (= Schriften des Ostpreußeninstituts der Albertus-Universität. 1). Pädagogische Verlagsgemeinschaft Ostpreußen – Sturm-Verlag Ferdinand Hirt, Königsberg 1938.
- Hauptgrundsätze der Siedlungspolitik. Aus der Arbeit des Instituts für ostdeutsche Wirtschaft an der Albertus-Universität zu Königsberg (Pr.) ; Notwendigkeit eines totalen Landesaufbaues in Dorf und Stadt. (= Neue Schriftenreihe des Reichsheimstättenamtes der Deutschen Arbeitsfront. 1). Verlag der Deutschen Arbeitsfront (DAF), Berlin 1940.[8]
- Vom neuen Reich. (= Reichsruf-Schriftenreihe. 3). Reichsruf-Verlag, Hannover 1959.
- Auszug in Fred H. Richards: Die NPD. Alternative oder Wiederkehr. (= Geschichte und Staat. Band 121). Olzog, München 1967, S. 122–143.